# 细身膜鳕
细身膜鳕（学名：Hymenogadus gracilis）为輻鰭魚綱鱈形目鼠尾鳕科膜鳕属的鱼类。分布于日本南部三重县、土佐湾、高知县及静冈县等处、菲律宾吕宋岛、西印度洋及大西洋以及东海东部、南海东沙群岛及吕宋岛南部以西等海域，属于底层小型海鱼。其常生活于约296-500米深。该物种的模式产地在中国海。
其种加词“gracilis”意为“纤细的”。